# Гекбот

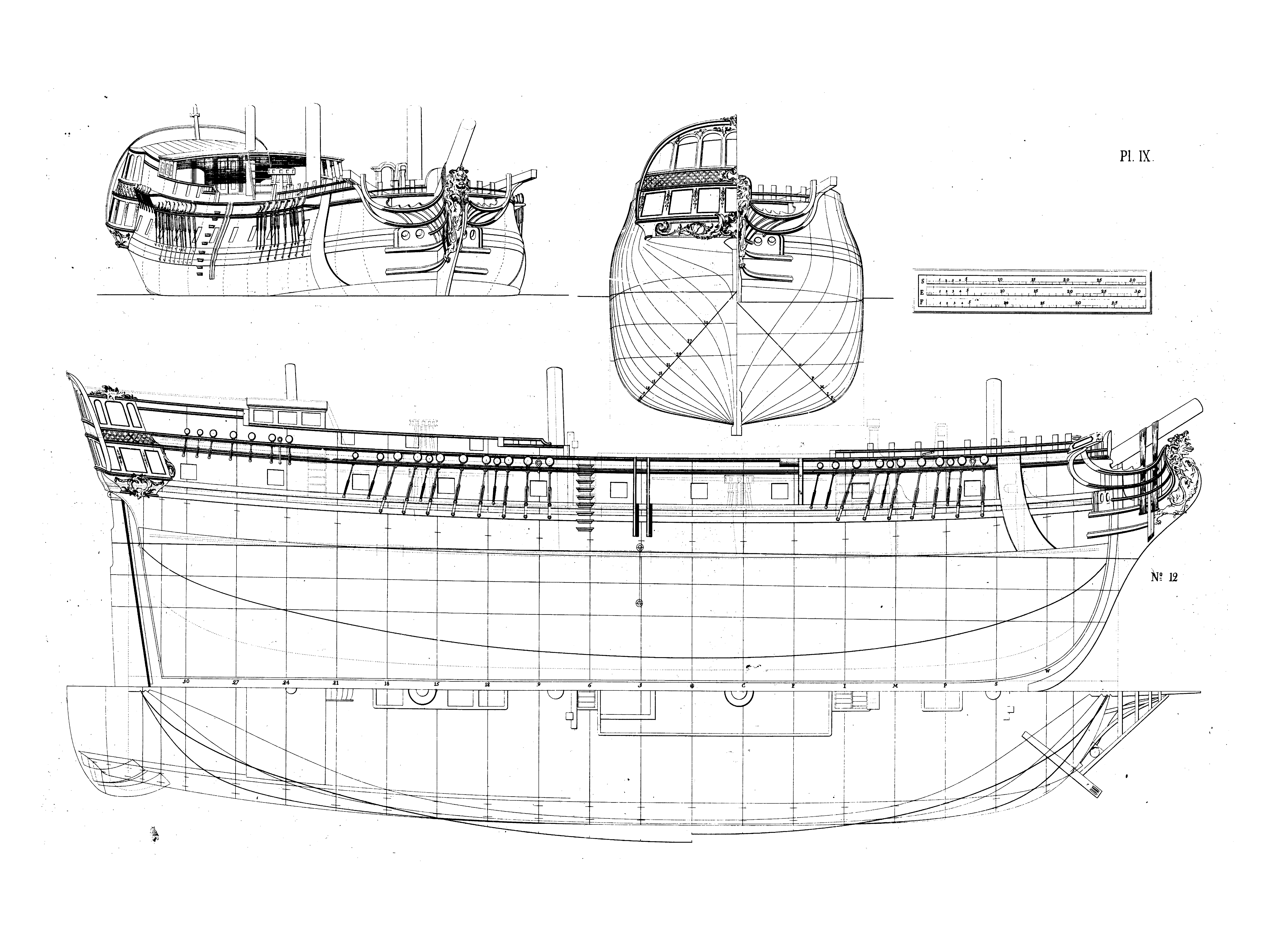
Кресленик гекбота Фредріка Хенріка Чапмана

Гекбот (від нім. Heckboot — «транцевий човен») — вітрильне вантажне судно.

## Опис суден
Були вантажними трищогловими суднами з близьким до фрегатного вітрильним озброєнням і використовувалися для перевезення військ і військових вантажів. Артилерійське озброєння на цих суднах не передбачалося, проте гекботи, що брали участь в облозі Баку тимчасово оснащувалися гарматами, мортирами і гаубицями і застосовувалися у тому числі як судна-бомбардири.

## Застосування
У Російському імператорському флоті початок будівництва гекботів був пов'язаний з Перським походом 1722—1723 років і тривало до середини XVIII століття. Будувалися в Казані і Нижньому Новгороді, несли службу у складі Каспійської флотилії. Після закінчення бойових дій гекботи продовжували використовуватися на Каспійському морі для вантажних перевезень і доставки провіанту в російські укріплення, а також як гідрографічні і дослідницькі судна.